# Dawka promieniowania
Dawka promieniowania – ilościowa charakterystyka promieniowania jonizującego pochłoniętego przez organizmy żywe. Zwykle wyrażana w siwertach (jednostka SI) lub rentgenach (jednostka pozaukładowa). Badaniem metod pomiaru i określania dawek zajmuje się dozymetria. Wielkość dawek promieniowania mierzy się za pomocą dozymetrów.
Wartości dawek służą do powiązania biologicznych efektów oddziaływania promieniowania na funkcjonowanie organizmów żywych.
Jednorazowa dawka promieniowania wielkości 50 R nie powoduje ujemnych skutków. Dawka promieniowania 50–100 R wywołuje zmiany we krwi i pierwsze objawy choroby popromiennej (nie powoduje utraty zdolności bojowej). Dawka promieniowania 100–200 R wywołuje chorobę popromienną, wskutek której część porażona może utracić zdolność bojową na kilka dni lub tygodni. Dawka promieniowania 200–400 R powoduje chorobę popromienną i długotrwałą utratę zdolności bojowej, a nawet wypadki śmiertelne.
Dozymetria wyróżnia wiele rodzajów dawek, różniących się definicją czy zakresem stosowalności:
- awaryjna
- dopuszczalna (tolerancyjna, nazwa używana w latach 1925–1934)
- efektywna
- ekspozycyjna
- epilacyjna
- głęboka
- graniczna
- indywidualna
- LD50
- LD100
- na całe ciało
- na gonady
- na skórę
- naturalna
- pochłonięta (zaabsorbowana)
- podwajająca
- progowa
- równoważna
- skuteczna
- śmiertelna (letalna)
- terapeutyczna